# 蓋茨堡之役
蓋茨堡之役（英語：Battle of Gettysburg，1863年7月1日至7月3日）於賓夕法尼亞州蓋茨堡及其附近地區爆發，是南北戰爭中最血腥的一場戰鬥，經常被引以為美國內戰的轉捩點。此役是由北方聯邦軍喬治·米德少將所率領之波多馬克軍團抵擋由南方邦聯軍的羅伯特·李將軍所部北維吉尼亞軍團之進攻，獲得決定性勝利，終結了李將軍第二次、也是最後一次入侵美國北方各州的軍事行動。

## 戰鬥行動與背景
南方邦聯軍的羅伯特·李將軍率所部北維吉尼亞軍團於錢瑟勒斯維爾之役擊敗北方聯邦軍波多馬克軍團後不久，李將軍決定二次北侵。此一行動可打亂聯邦計畫中的夏日選舉，可能幫助被圍於密西西比維克斯堡的守軍脫困，並使南軍就食於邊界之外的北方豐饒農場，以讓飽受戰火蹂躪的維吉尼亞州獲得必要的休養生息。李將軍所部可同時威脅賓夕法尼亞州的費城、馬里蘭州的巴爾的摩以及華盛頓特區，並鼓動此刻正於北方成長中的和平運動。
於是，李將軍的部隊於1863年6月3日開始自維吉尼亞州的弗雷德里克斯堡北移。為使其指揮更有效率，李將軍將麾下的兩個軍（Corps）重組為三個新的軍。留任第一軍軍長；“石牆”中將的軍一分為二，原本的第二軍劃歸中將轄下，而新組成的第三軍則由中將指揮。
北軍方面，約瑟夫·胡克少將轄下的波多馬克軍團由七個步兵軍、一個騎兵軍及一個砲兵預備隊組成，總兵力超過90,000人。胡克少將前因錢瑟勒斯維爾之敗，又於李將軍第二次北侵時怯戰，亞伯拉罕·林肯總統迅即以喬治·米德少將取代其職。
戰役中，雙方騎兵的第一場主要戰事於6月9日發生在近維吉尼亞的。由率領的南軍騎兵幾乎戰敗，但史都華將軍終能克敵致勝。然而，在這場內戰中最大一場的騎兵戰鬥中，北軍在馬背上的戰士們首次證明他們與南方的對手同樣優秀。
六月中，李將軍率領北維吉尼亞軍團渡過波多馬克河，進入馬里蘭州。在擊敗維吉尼亞州與西維吉尼亞州馬丁斯堡兩處的衛戍部隊後，尤爾的第二軍於6月15日開始渡河，希爾與隆史崔特的軍則於6月24日至6月25日間跟隨其後。胡克的部隊緊躡其踪，持續橫亙於李將軍的部隊與合眾國首都之間；北軍於6月25日至6月27日間渡河。
與此同時，在一次頗受爭議的行動中，李將軍允許史都華將軍率領一部分的騎兵巡行北軍周圍；李將軍的命令讓史都華將軍行動自由，而對於史都華將軍麾下騎兵的長久脫離戰場，以及其餘騎兵未能扮演更積極的角色等方面，兩位將軍皆應負責。史都華將軍及其麾下三旅精銳騎兵於向蓋茨堡推進的緊要關頭，以及戰鬥開始後的兩天內，皆不在主要戰場中。6月29日，李將軍的部隊深入自錢伯斯堡至的弧形區域中；兩地分別位於蓋茨堡西北方28哩（45公里）處及30哩（48公里）處，接近賓夕法尼亞州的以及位於畔的。
胡克將軍在維吉尼亞防務的爭論後自動請辭。林肯總統與一直想找理由擺脫胡克的北軍總司令將軍馬上接受辭呈，並以第五軍軍長喬治·米德少將於6月27日至6月28日間取而代之，接任波多馬克軍團司令。
6月29日，當李將軍得知波多馬克軍團已渡過與其同名的波多馬克河，隨即下令將部隊集結於賓夕法尼亞州的附近，位於蓋茨堡以西8哩（13公里）處的南山（South Mountain）東麓。
6月30日，當希爾中將的部分軍隊進駐凱許城時，轄下勁旅之一、由准將所指揮之北卡羅萊納旅，冒險直趨蓋茨堡。佩蒂格魯准將的上司師長少將於其回憶錄中，指出是他派佩蒂格魯准將到城中搜尋補給物資，尤其是鞋子；但這個說法的真實性大受史學家的懷疑。
當佩蒂格魯准將的部隊於6月30日抵達蓋茨堡時，發現准將所率領的北軍騎兵駐紮於城西，佩蒂格魯准將未與之交手便轉回凱許城。當佩蒂格魯准將把所見向上級第三軍軍長希爾中將及師長希斯少將報告時，兩位將軍皆不相信城中或四周駐有大批聯邦正規軍，並懷疑這些部隊只是賓州的民兵。儘管李將軍曾下令於全軍集結前應避免戰鬥，希爾中將決定於次日清早發動武力偵察以查明前方北軍的規模與戰力。7月1日星期三，早晨5點，希斯少將派遣麾下的兩個旅前往蓋茨堡進行偵察任務。

## 開戰首日

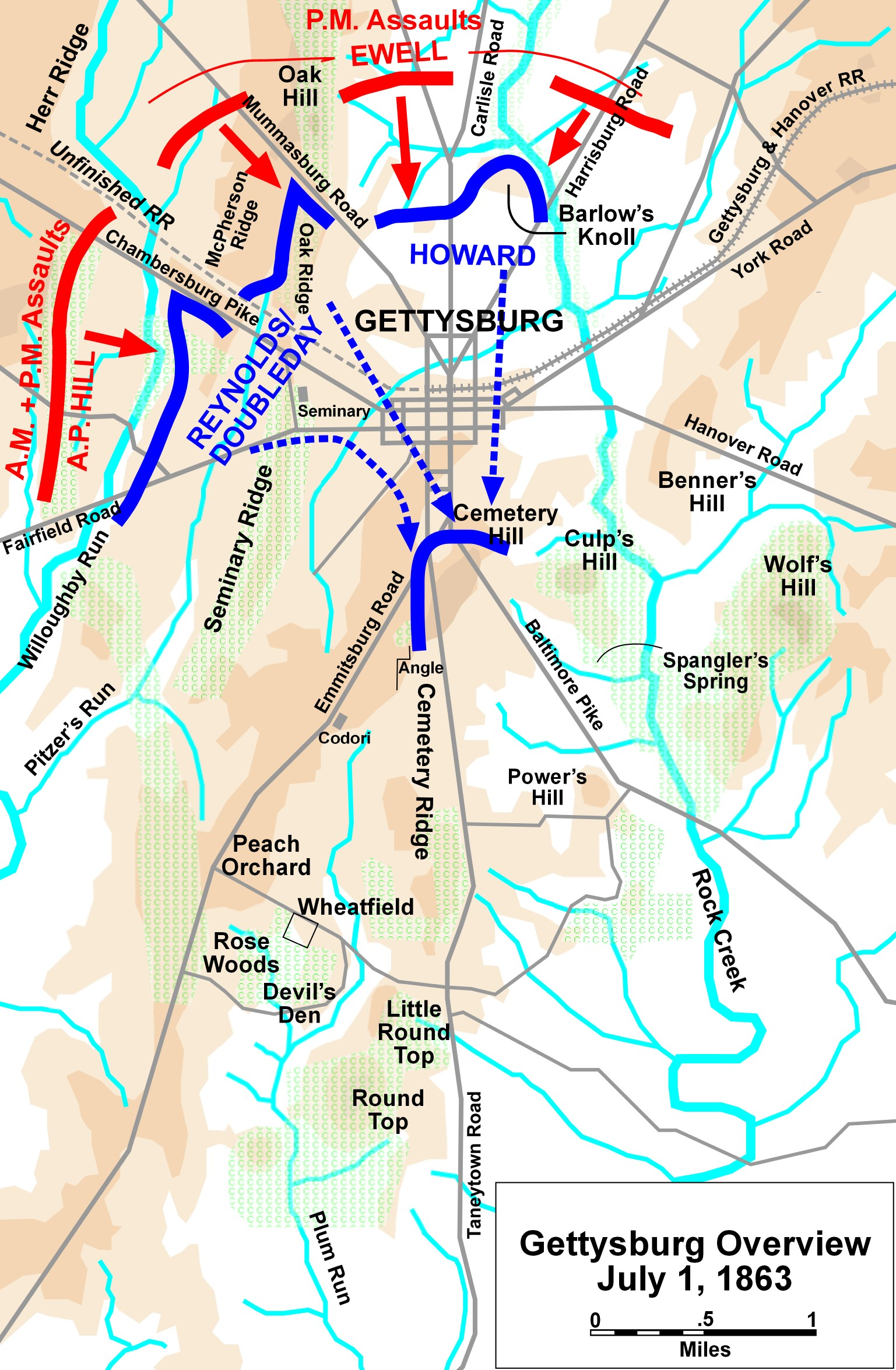
7月1日作戰概要。邦聯軍（南軍）以紅色標示，聯邦軍（北軍）為藍色

北軍巴福德准將體認到蓋茨堡正南方高地的重要性，明白該處一旦落入南軍控制，米德將軍必定得極為費力才能驅逐他們
。他決定利用城西三道山脊：紳士山脊（Herr Ridge）、麥克佛森山脊（McPherson Ridge）與神學院山脊（Seminary Ridge），依托有利的地形以自己的小部隊遲滯擁有優勢兵力的南軍，爭取時間以待步兵抵達並佔據城南的有利防禦陣地，即墓園嶺（Cemetery Hill）、墓園山脊（Cemetery Ridge）以及寇普嶺（Culp's Hill）。
南軍的希斯少將派出兩個旅前往蓋茨堡，分由及約瑟夫·戴維斯兩位准將率領，沿錢伯斯堡小路（Chambersburg Pike）兩側分為縱隊向東推進。7月1日早晨7:30，希斯少將所派遣的兩個旅於城外3哩（5公里）處遭遇沿線佈防的騎馬哨兵之輕微抵抗，有传说称第一个开枪的是北军士兵琼斯（Marcellus Jones）；其後又遭遇北軍威廉·甘布尔上校所率之騎兵旅。甘布爾上校的騎兵果斷地下馬戰鬥抵禦，持卡賓槍於柵欄後以突發而精準的槍法拖延敵軍。早上10:20，南軍已成功壓迫北軍騎兵後撤，並向東推進至麥克佛森山脊一線；此時，由約翰·雷諾兹少將所率領的北軍第一軍的前鋒也終於抵達。
在錢伯斯堡小路以北，南軍戴維斯旅暫時戰勝北軍准將所率領的第一軍第二旅，但卻在對一條切進山脊的未完成鐵路路基附近發動攻擊後，因傷亡慘重而遭擊退。在錢伯斯堡小路以南，南軍亞契旅攻入鄂伯斯特樹林（Herbst，又名麥克佛森樹林），但北軍准將（Solomon Meredith）所率領的鐵旅（Iron Brigade；北軍第一軍第一師第一旅）輕鬆擊敗亞契旅，俘獲數百人，包含亞契准將本人在內。
戰鬥初期，北軍雷諾兹少將指揮部隊與砲兵佈防於樹林以東一側，其間他中彈墜馬，一顆子彈自左耳後方貫入而導致他陣亡，其部隊由第一軍第三師師長少將接手指揮，於錢伯斯堡小路一帶持續戰鬥至下午12:30。戰鬥於下午2:30再起，南軍希斯師轄下由佩蒂格魯准將及上校所率領的兩個旅也加入戰鬥，希斯師全軍進攻。
佩蒂格魯准將的北卡羅萊納旅攻擊北軍印地安那第19志願步兵團（隸屬於「鐵旅」）的側翼，並迫使鐵旅回防。南軍的北卡羅萊納第26步兵團（為南軍第三軍中人數最多的步兵團，編有官兵839人）傷亡慘重，在戰鬥首日後僅約212人生還。三日的戰鬥結束後，僅餘152人尚可作戰，為南北雙方在單一戰役中陣亡比例最高的步兵團。北軍的鐵旅緩慢地自林中向墓園山脊推進。南軍希爾中將增派的師發動攻擊，北軍第一軍被迫行經馬丁路德神學院校地及蓋茨堡的街道回防。
在西進的戰鬥進行同時，南軍尤爾將軍的第二軍原向西行軍至凱許城，以執行李將軍在該城附近集結的軍令，此時在卡萊斯爾與哈利斯堡的道路上轉向，朝蓋茨堡方向南行，而當時北軍第十一軍（由少將率領）自南而北搶進巴爾的摩小路（Baltimore Pike）與坦尼城公路（Taneytown Road）。當日剛過中午，北軍於蓋茨堡的西方、北方與西北方始構成半圓形的陣線：第十一軍在蓋茨堡的北方，第一軍在蓋茨堡的西北方及西方。
該日中午之前，北軍的兵力是不足的。在第十一軍派至其防線最左端的師能夠趕到以加強防務之前，佈防於錢伯斯堡小路以北的第一軍第二旅旅長卡勒准將的右翼呈現空虛狀態，迫使代理指揮第一軍的達博戴少將必須投入其預備隊至此缺口，以保持戰線完整。
下午2:00左右，南軍第二軍的將軍以及將軍所率領的兩個師擊破分別據守於城外以北及西北的北軍第一軍及第十一軍外圍。南軍的與所部兩旅在攻擊橡樹嶺（Oak Hill）以南的北軍第一軍師時，遭受慘重傷亡。爾利師則因北軍第十一軍第一師師長（Francis C. Barlow）准將之失誤而得益：巴羅准將率領所部師朝突出於該軍戰線之外、易招來多方攻擊的布羅瑟高地（Blocher's Knoll，位於蓋茨堡正北方，今稱巴羅高地（Barlow's Knoll））推進，爾利師擊破了位於北軍第十一軍右翼的巴羅師，巴羅准將負傷被俘。
北軍於城外北邊及西邊之據點皆告陷落，北軍第十一軍軍長豪爾將軍下令撤至城南的墓園嶺（Cemetery Hill）高地，豪爾將軍先前將准將的師留駐於此處作為預備隊。北軍波多馬克軍團司令米德少將一得知第一軍軍長雷諾茲少將陣亡，立即下令由他最信任的部下第二軍軍長漢考克少將（Winfield S. Hancock）接任戰場總指揮官，米德少將也指示漢考克少將應對於是否適合在蓋茨堡展開大型戰役作出判斷。漢考克少將對豪爾少將說道：「我認為這裡是我所見過最有利於打仗的天然地形了。」豪爾少將也同意漢考克少將的看法，於是漢考克少將如此回覆司令米德少將：「非常合適，長官，我選擇以此地作為戰場！」漢考克少將的決定，使敗退中的北軍提升了士氣，不過他在第一天的戰事中並未發揮具戰術意義的作用。
李將軍明白北軍佔據墓園嶺這種高地地形後所可能發揮的防禦力量，他下達給第二軍軍長尤爾中將的命令是：「如果可行的話」就拿下墓園嶺。由於尤爾中將此前是在作風專斷的「石牆傑克森」（Stonewall Jackson）將軍麾下任職，習慣於執行明確而直接的命令，尚未適應李將軍允許部下自行判斷後作決定的命令風格，結果尤爾中將並未嘗試對墓園嶺發動攻擊便停止進攻，史家認為此舉錯失良機。
7月1日的戰鬥中，雙方的總兵力為27,000名南軍（約佔李將軍部隊人數的三分之一）面對22,000名北軍（約佔米德將軍部隊人數的四分之一），其交戰兵力規模於戰史上排名第23。

## 次日戰事

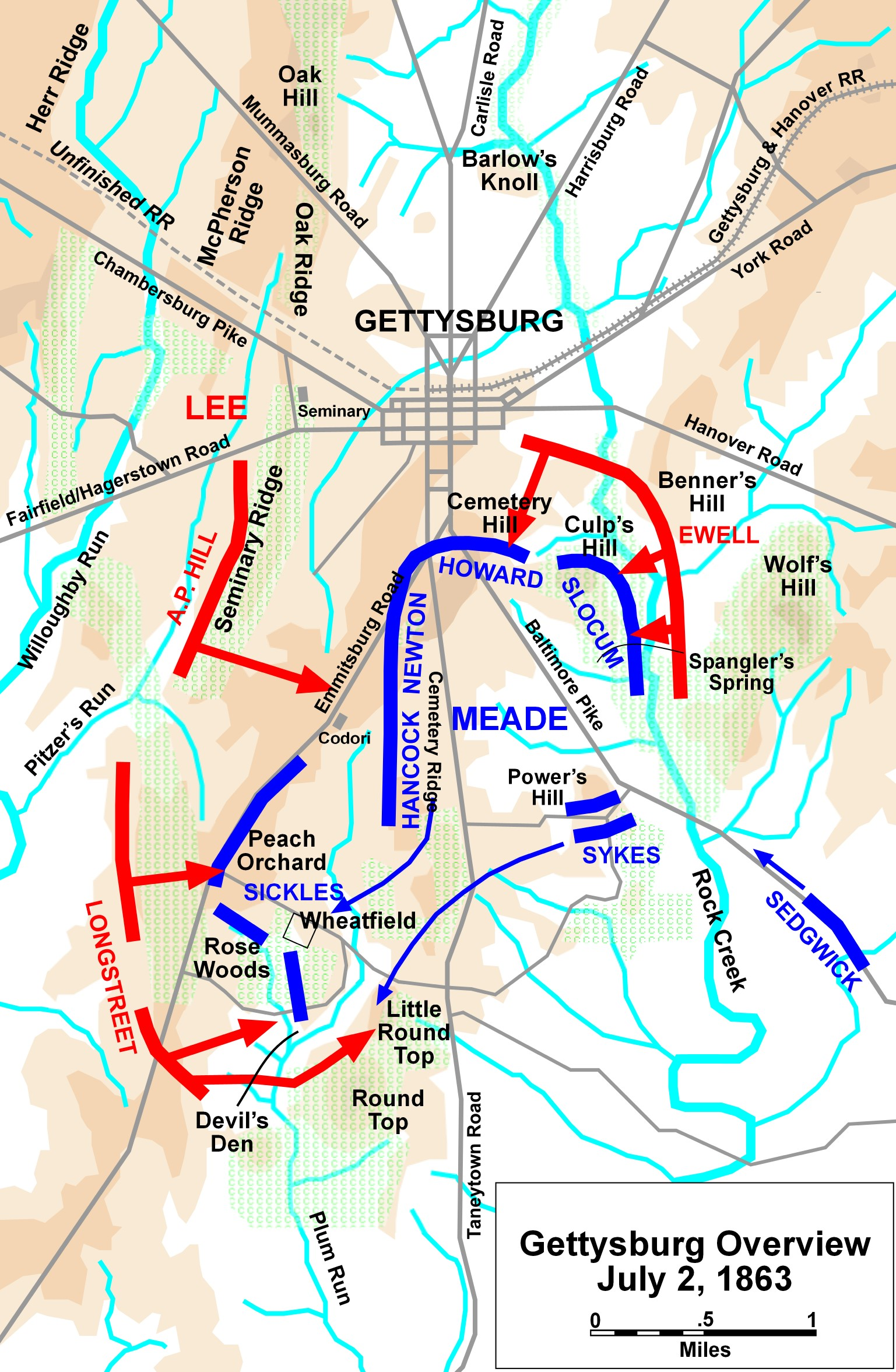
7月2日作戰概要。

### 戰鬥計畫與作為
7月1日夜至7月2日白天之間，兩軍其餘的步兵皆抵達戰場。北軍方面，有第二軍、第三軍、第五軍、第六軍以及第十二軍；南軍隆史崔特的第一軍麾下由喬治·皮克特所率領的第三師一早也自錢伯斯堡啟程，於當日稍後抵達。
北軍防線自城外東南方的寇普嶺起，向西北延伸至城外正南的墓園嶺，再沿著墓園山脊南伸兩哩（3公里），止於小圓頂以北。第十二軍之大部駐防於寇普嶺，第一軍與第六軍兩軍殘部扼守墓園嶺，第二軍則防守北墓園山脊一半的地區，由第三軍掩護其側翼。這條北軍防線俗稱「魚鈎」。南軍的戰線與北軍防線平行，與之相距約一哩（1600公尺），自神學院嶺開始，西向橫過城中，再彎向東南方，至與寇普嶺相對之高地。北軍處於內線作戰的態勢，而南軍則為戰線長達5哩（8公里）的外線作戰。
李將軍於7月2日的作戰計畫，是以隆史崔特將軍的第一軍進佔有利位置後，然後潛攻北軍左翼，向北跨過耶米特斯堡公路（Emmitsburg Road），以動搖北軍防線。攻擊實際上由約翰·胡德與兩師發起，希爾將軍所部第三軍轄下的理察·安德森師緊隨其後，以雁形展開攻勢，防止北軍司令米德將軍調動中央的兵力來鞏固左翼。在此同時，第二軍轄下的與爾利兩師則佯攻寇普嶺與墓園嶺，以牽制北軍兵力調度，若時機恰當，此一佯攻也將轉為全面進攻。
然而，李將軍的作戰計畫所根據的情報具有缺陷，史都華將軍所率領的騎兵師於戰場缺席則使情況更形惡化。原定推進至北軍左翼以進行側翼攻擊的隆史崔特軍左翼一師（由麥克羅斯將軍指揮），在其行進的途徑中有少將所率領的北軍第三軍橫亙其間；席寇斯將軍不滿意劃給他的墓園山脊南端防區，認為西邊半哩（800公尺）處的高地更有利於砲兵發揮火力，於是違令而命其部隊移動至耶米特斯堡公路沿線高地，這條北軍的新防線自魔鬼穴（Devil's Den）起，西北延伸至雪菲（Sherfy）農場的桃子園，再東北向順著耶米特斯堡公路至卡多利（Codori）農場止，在桃子園構成一個難以防守的突出據點；而北軍准將及少將所率領的兩個師則分據耶米特斯堡公路沿線及南端，易受雙面夾攻，且其防線過長，導致兵力分散，難以有效防禦。
隆史崔特將軍之攻勢原應輕而易舉，但他獲得李將軍之同意而坐待麾下一旅之眾抵達，而該旅在行進途中，於小圓頂發現北軍的通信站，遂後退迂迴以避免暴露行蹤，結果又浪費不少時間。胡德與麥克羅斯所部兩師直到下午4點及5點始先後各自發動攻勢。

### 對北軍左翼的攻擊
隆史崔特將軍所部各師一頭撞進北軍第三軍防區，北軍司令米德將軍派出第五軍全軍、第二軍轄下的考德威尔師、第十二軍大部、外加剛到達的第六軍之一部趕赴增援。連番激戰發生於魔鬼穴、麥田與桃子園。北軍第三軍實質上全軍覆没，席寇斯將軍本人因遭砲彈削過腿部而必須截肢；而北軍第二軍的考德威爾師也於麥田逐一被殲。隆史崔特軍的安德森師於下午6點才開始進攻，抵達墓園山脊峰頂，但在北軍第二軍的反擊之下無法堅守。
同時，北軍第五軍的上校以一旅的兵力死守北軍的重要高地：小圓頂。他以五個團的劣勢兵力頂住了南軍胡德師所屬各旅的反覆攻擊。北軍米德司令轄下的工兵指揮官准將早知此高地的重要性，就在胡德將軍的部隊開到之前不久，即派遣文森上校所部之旅、哈佐特（Hazlett）
的砲兵連、以及紐約第140志願步兵團扼守此地。死守小圓頂以及緬因第20志願步兵團的肉搏衝鋒為南北戰爭中最動人的一章。

### 對北軍右翼的攻擊
下午7:00左右，南軍第二軍的強森師對寇普嶺進行遲到的攻擊，帶頭展開第二軍的攻勢。嶺上的守軍為北軍第十二軍，但該軍大部分已被調集至左方以抵禦隆史崔特將軍的進攻。嶺上當時所餘兵力為（George S. Greene）准將率領的紐約客旅（第十二軍第二師第三旅）。由於葛林將軍前此便堅持構築堅強的防禦工事，後來又獲得第一軍與第六軍的增援，葛林將軍所部遂成功抵擋住了南軍的攻擊，南軍只佔領了北軍於嶺上低處放棄的部分防禦工事。
入夜後，南軍厄尔利師的兩個旅於東墓園嶺攻擊北軍第十一軍，防守的上校率領第一師第二旅竭力抵抗，傷亡過半，但爾利將軍失於增援所部攻擊北軍守軍，而南軍羅伯斯·羅德斯少將率尤爾師剩餘的兵力沿墓園嶺西進助攻不果。北軍內線作戰的形勢，使各級指揮官能夠迅速調動部隊至關鍵地區防守；北軍終於在獲得第二軍的增援後得以守住東墓園嶺，南軍爾利將軍所部被迫撤退。
史都華將軍率其四個騎兵旅於當日午後近黃昏時抵達蓋茨堡，但在第二天的戰事中無所作為。韋德·漢普頓旅於蓋茨堡東北方的與北軍喬治·卡斯特准將的密西根騎兵發生遭遇戰。

## 作戰第三天

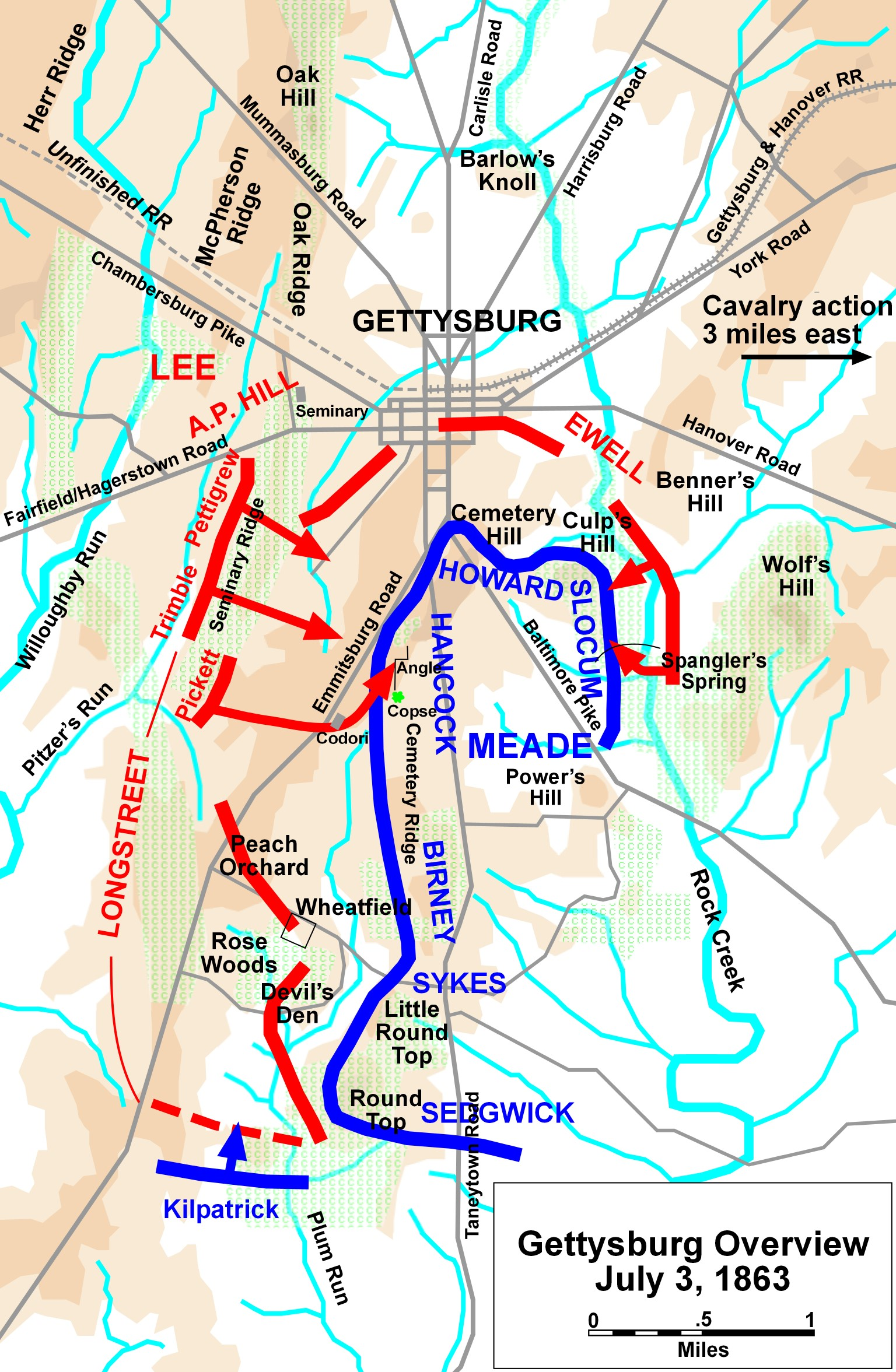
7月3日作戰概要。

李將軍希望於7月3日星期五以前日的計畫重新展開攻擊：隆史崔特將軍進攻北軍左翼，尤爾將軍攻擊寇普嶺。然而，在隆史崔特將軍尚未準備好之前，北軍第十二軍於拂曉對寇普嶺上的南軍施以重砲轟擊，以奪回防禦工事。當地的南軍也接連發起兩波攻擊，在苦鬥七個多小時後，於上午11:00左右停止攻擊。
李將軍因而被迫改變計畫，由第一軍軍長隆史崔特將軍指揮轄下由皮克特率領的維吉尼亞師（轄有三個旅），加上從希爾將軍的第三軍派出的六個旅，攻擊北軍防線正中央由第二軍防守的墓園山脊。南軍於攻擊時將集中所有堪用的大小火砲轟擊敵軍各據點，以削弱其防線。
下午1:00左右，南軍170門加農砲同時開火，這可能是此戰中最大規模的砲擊。北軍波多馬克軍團為節省彈藥以應付接下來必將隨之而來的步兵進攻，因此並未馬上開火還擊，而是等了15分鐘以後，才以80門左右的加農砲還擊南軍。南軍北維吉尼亞軍團嚴重缺乏砲彈，且這番連續轟擊並未對北軍的防守據點產生太大的影響。砲擊於下午3:00左右平息，12,500名南軍士官兵跨出工事，衝向四分之三哩（1200公尺）以外的墓園山脊，史稱“皮克特衝鋒”。由於北軍從墓園嶺與小圓頂以北的側翼發射猛烈的砲火，負責防守的第二軍又於南軍進逼時以前膛來福槍射擊，並發射榴霰彈，導致進攻的南軍有近三分之一的兵員陣亡。北軍的防線於一個稱為“天使”的低矮石柵處一片灌木叢的北方，曾經暫時動搖斷裂，但增援部隊迅速補上缺口，擊退南軍的進攻，皮克特衝鋒是蓋茨堡之役最後的高潮，據說此次衝鋒令人震驚的高傷亡率，甚至連李將軍都深受震撼，當部隊敗退時，李將軍策馬在傷亡慘重的子弟兵間穿梭，口中不停說道：「這都是我的錯，弟兄們，這都是我的錯」。
7月3日發生兩場大型騎兵遭遇戰。史都華將軍受命保護南軍左翼並作好擴充戰果的準備：在步兵登上墓園嶺後，側攻北軍的右翼，同時打擊其輜重與通訊線路。在蓋茨堡以東3哩（5公里）處，今稱“東騎兵場”之處（介於約克城與漢諾瓦公路間），史都華將軍的騎兵部隊遭遇北軍准將所部一師及卡斯特准將所率領的密西根騎兵旅，在馬背上打了一場傳奇性的戰役，包含馬背上的徒手肉搏。卡斯特率領密西根騎兵旅衝鋒陷陣，牽制住漢普頓所部一旅，阻止史都華將軍達成迂迴敵後的目標。在皮克特衝鋒之後，北軍司令米德將軍命准將對隆史崔特軍位於大圓頂西南方的各步兵據點發動騎兵攻擊。（Elon J. Farnsworth）准將抗議，認為此舉無謂，但仍遵命行動。方施渥斯准將於率領騎兵衝鋒時陣亡，所部傷亡慘重。

## 結果

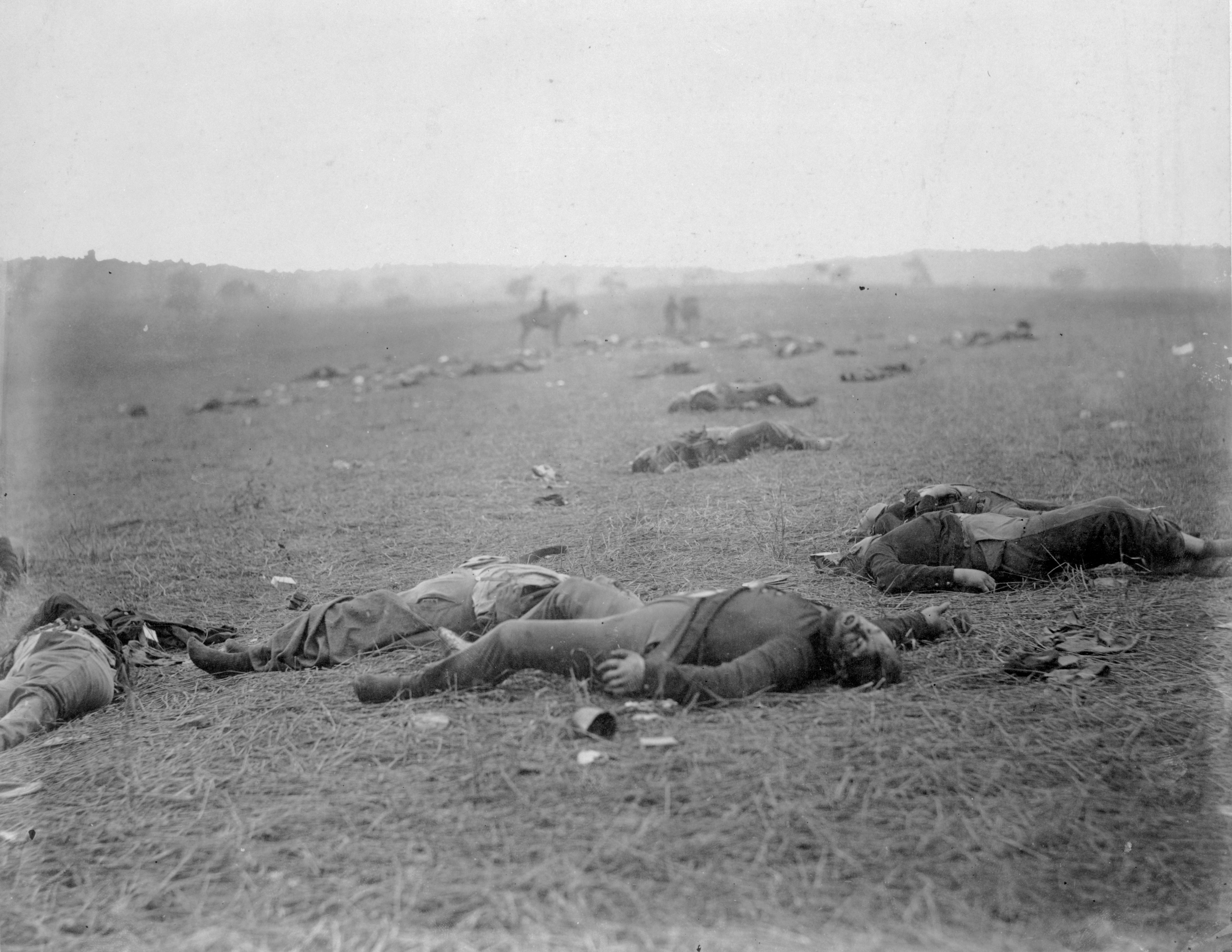
“死亡收成”（"The Harvest of Death"）：戰場上陣亡的北軍。蒂莫西·H·奥沙利文，攝於1863年7月5日。

雙方大軍於7月4日在這片血腥的戰場上相互對峙一天。同日，維克斯堡之役結束，遭圍困的南軍守軍向尤里西斯·格蘭特將軍請降。李將軍改組其戰線，轉為防禦態勢，欲引誘北軍波多馬克軍團司令米德將軍進攻，米德將軍謹慎地決定不冒此險，此一決定使他日後飽受責難。
7月4日，李將軍帶著北維吉尼亞軍團於滂沱大雨中沿哈吉斯城公路（Hagerstown Road）撤離蓋茨堡。戰鬥結束，南軍轉進維吉尼亞；米德將軍的波多馬克軍團尾隨追擊，以為最多在半途便可截獲南軍主力，因為大雨使波多馬克河暴漲，將李將軍的大軍困在河流北岸；但當北軍主力趕到時，南軍已作好渡河準備。7月14日於瀑布區（Falling Waters）的斷後作戰為蓋茨堡戰役的最後一役，為長串的死傷名單再添一筆，包含傷重不治的南軍佩蒂格魯准將。
大軍遠去，但戰場必須清理。雙方總共損失51,000名官兵──包含陣亡、受傷、失蹤、被俘者。超過7,000名陣亡戰士的遺體躺在夏日的艷陽下，亟需儘快掩埋；5,000匹戰馬的屍骸於城南堆疊火化，鎮民因惡臭而作嘔。
北軍清理戰場後，在戰場上找到遺留下的步槍共37,574支，而當時的前膛槍射擊步驟繁雜，若操作順序錯誤，即會出現不發彈或無法進行下次裝填，士兵若因緊張或沒注意到槍支未擊發且未進行故障排除就又裝填，便會造成重複裝彈的狀況發生。根據統計，在這37,574支步槍中，槍管中還有彈丸的共有24,000支，其中還有一顆彈丸的約有6,000支，誤塞了兩顆彈丸的約有12,000支，塞了三到十顆彈丸的約有6,000支，最高記錄是有一支步槍被裝填了23顆彈丸。

## 評論
- 綜觀此役全局，李將軍似乎懷抱本軍人馬所向無敵的信念，先前的作戰經驗，包括五月初於錢瑟勒斯維爾的大捷，以及北軍在7月1日於蓋茨堡狼奔豕突，令他對這種想法深信不疑。這種盲目的信念帶來不利的影響，加上北維吉尼亞軍團新增許多不具經驗的指揮官（例如，希爾與尤爾兩位將軍皆為有能力的師長，前此卻未曾指揮過一整個軍。）李將軍習慣僅作一般性指示，而由其副手執行細節，亦為敗因之一。此法對「石牆」傑克森有用，對於不習慣其粗枝大葉式領導風格的各軍軍長而言，卻並不合適。7月1日之後，南軍怎麼樣就是無法分進合擊。李將軍面對的是新而危險的對手──米德少將，而身負重任的北軍波多馬克軍團在本鄉本土打了漂亮的一仗。
- 蓋茨堡戰場遺跡於四個多月後聲名依舊，時當揭幕。在揭幕式上，亞伯拉罕·林肯總統於其蓋茨堡演說中為國家重新題獻這場艱苦的內戰，表述南北雙方所有在蓋茨堡陣亡的將士皆非無謂犠牲的理想。而如今蓋茨堡國家公墓（英语：Gettysburg National Cemetery）和蓋茨堡國家軍事公園（英语：Gettysburg National Military Park）皆由美国国家公园管理局維護，成為美國最受敬重的歷史性地標。

## 脚注

### 文獻
1. ↑  Sears 2003，第155–58頁.
2. ↑  .   [2014-02-11]. （原始内容存档于2021-01-25）.

## 外部連結
- （英文）Gettysburg National Military Park (National Park Service) （页面存档备份，存于）
- （英文）Military History Online: The Battle of Gettysburg （页面存档备份，存于）
- （英文）Explanation of Buford's Defense at Gettysburg
- （英文）The Brothers War: The Battle of Gettysburg
- （英文）Gettysburg Discussion Group archives （页面存档备份，存于）
- （英文）List of 53 Confederate generals at Gettysburg （页面存档备份，存于）
- （英文）List of 67 US generals at Gettysburg （页面存档备份，存于）